# Злота (культура)

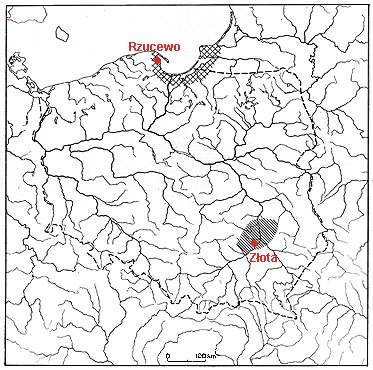

Культу́ра Зло́та, культу́ра Зло́ты (пол. kultura Złocka) — археологическая культура эпохи позднего неолита — начала бронзового века (2200—1700 гг. до н. э.). Принадлежит к группе культур шнуровой керамики (пол. kultura ceramiki sznurowej), также называемой культурой боевых топоров (пол. kultura toporów bojowych).

## Раскопки в XX веке
Культура Злота была впервые выделена в археологии по раскопкам, проводившимся с 1920-х годов в районе гмины Злота Пиньчувского повята Свентокшиского воеводства в Польше, близ города Сандомир. Культура получила название по месту раскопок.
Впоследствии выявлена в лёссовых областях Польши, в частности, в районе большой излучины реки Вислы. Для культуры типичны обширные, обычно грунтовые, могильники, в которых находят скорченные костяки. Погребения индивидуальные, но обнаруживаются и коллективные, где в одной могиле находятся останки до восьми людей. Рядом со скелетами находят сосуды, близкие к шаровидным амфорам, а также кремнёвые топоры, янтарные бусины. Встречаются и катакомбные типы захоронений.
Находимые там же захоронения домашнего скота — коров, свиней, лошадей, овец, коз, собак (предположительно, ритуальные, находимые на кострищах над погребениями) — свидетельствуют о переходе от собирательства к производящей экономике, то есть, племена, принадлежащие культуре Злота, были уже оседлыми земледельцами и скотоводами. Жилища в этой культуре представлены овальными полуземлянками, размером примерно 7 м в длину и глубиной до 2,5 м).
Керамика представлена смешанными формами и стилями, которые соотносятся с различными группами общей культуры шнуровой керамики. Отличие же культуры Злоты от других групп шнуровой керамики, заключается, в том числе, в проявлении воздействия на неё со стороны культуры шаровидных амфор и южной группы культуры воронковидных кубков.

## Раскопки в XXI веке
Раскопки в гмине Злота продолжаются и в XXI веке, в 2001 и 2004 году, в Пельчишках (пол. w Pełczyskach ). В 2001 году археологи Варшавского университета под руководством Мартина Рудницкого в рамках кельтской экспедиции исследовали ямные захоронения, приблизительно III века н. э. Был найден скелет девушки, приблизительно 12-15 лет, захороненной в традиционно скорченном положении. В 2004 году исследовались катакомбные захоронения.

## Значение
Польские археологи (Казимир Журовский, 1930; Krzak, 1961, 1970, 1976; Machnik, 1970), отмечая в культуре Злоты наличие признаков сразу трёх культур — шнуровой керамики, шаровидных амфор и культуры ленточной расписной керамики — трактовали это как культурный феномен, который возник в результате контактов, взаимодействия населения различных культур Малопольши. Традиции, сложившиеся в культуре Злоты, ярко выражены в формах и орнаментации, прежде всего, чаш и кубков. Со своей стороны, среди наиболее близких к злоткинской посуде, С. Н. Санжаров называет образцы классической и поздней фаз культуры ленточной расписной керамики.

## Антропология и палеогенетика
Несмотря на археологическую близость кругу культур шнуровой керамики, краниологически носители культуры Злота ближе к до-шнуровому неолитическому населению.
У представителей культуры Злота определены митохондриальные гаплогруппы U, U2e2a1a, U5b1, U5b2b1a1, U8a1a1, H2a, H2a5, H5a1, H5e1a1, H6a1a, H7a, H10b, H13a2b5, H16, H17, H40 (n=3), V7, J1c3a, J1c3c, J1c3f, X2b4, T2b, T2b4, HV15, K1b1a1a.